# Schönfeld (böhmisches Adelsgeschlecht)

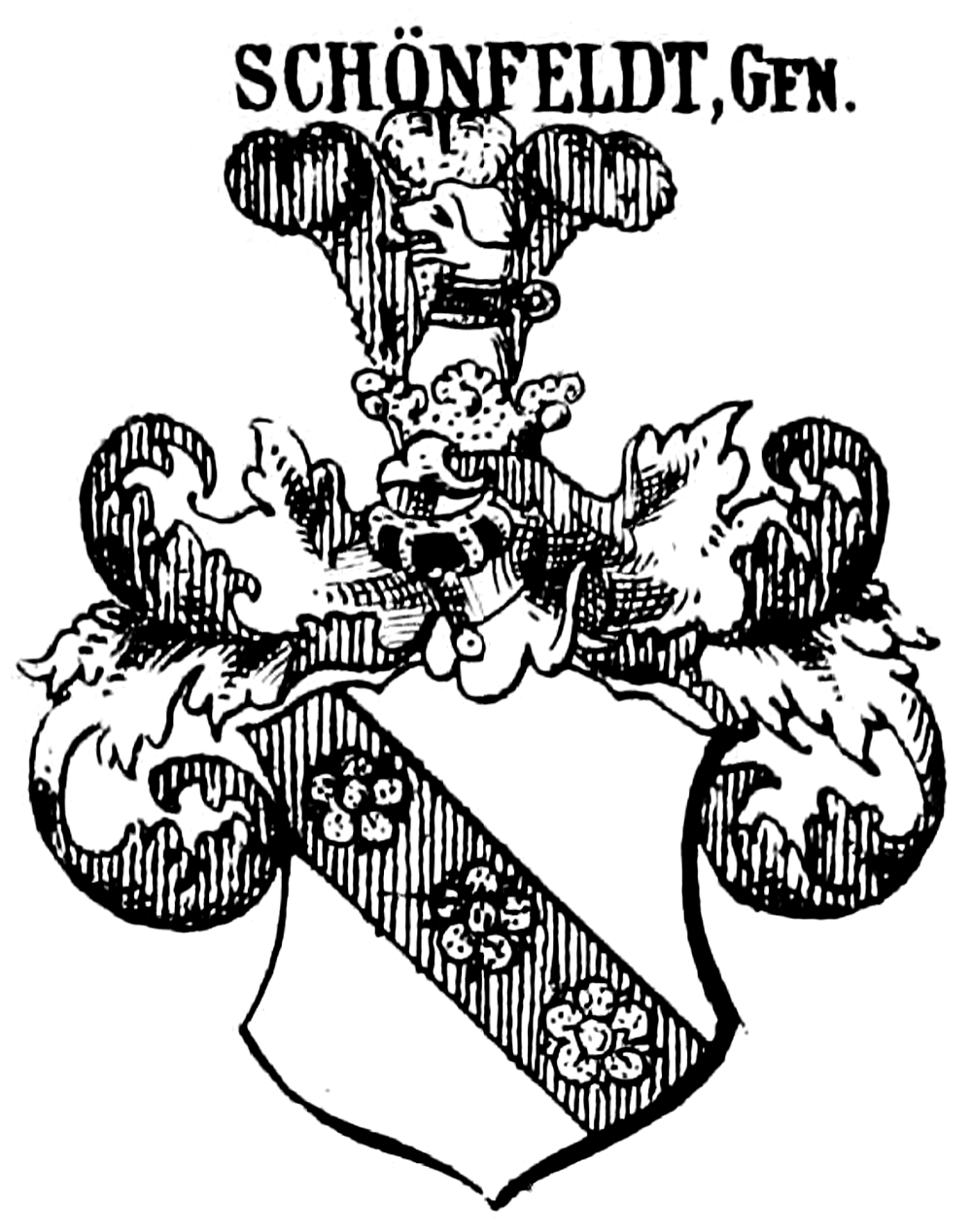
Stammwappen I derer von Schönfeld (lothringen-böhmisch)

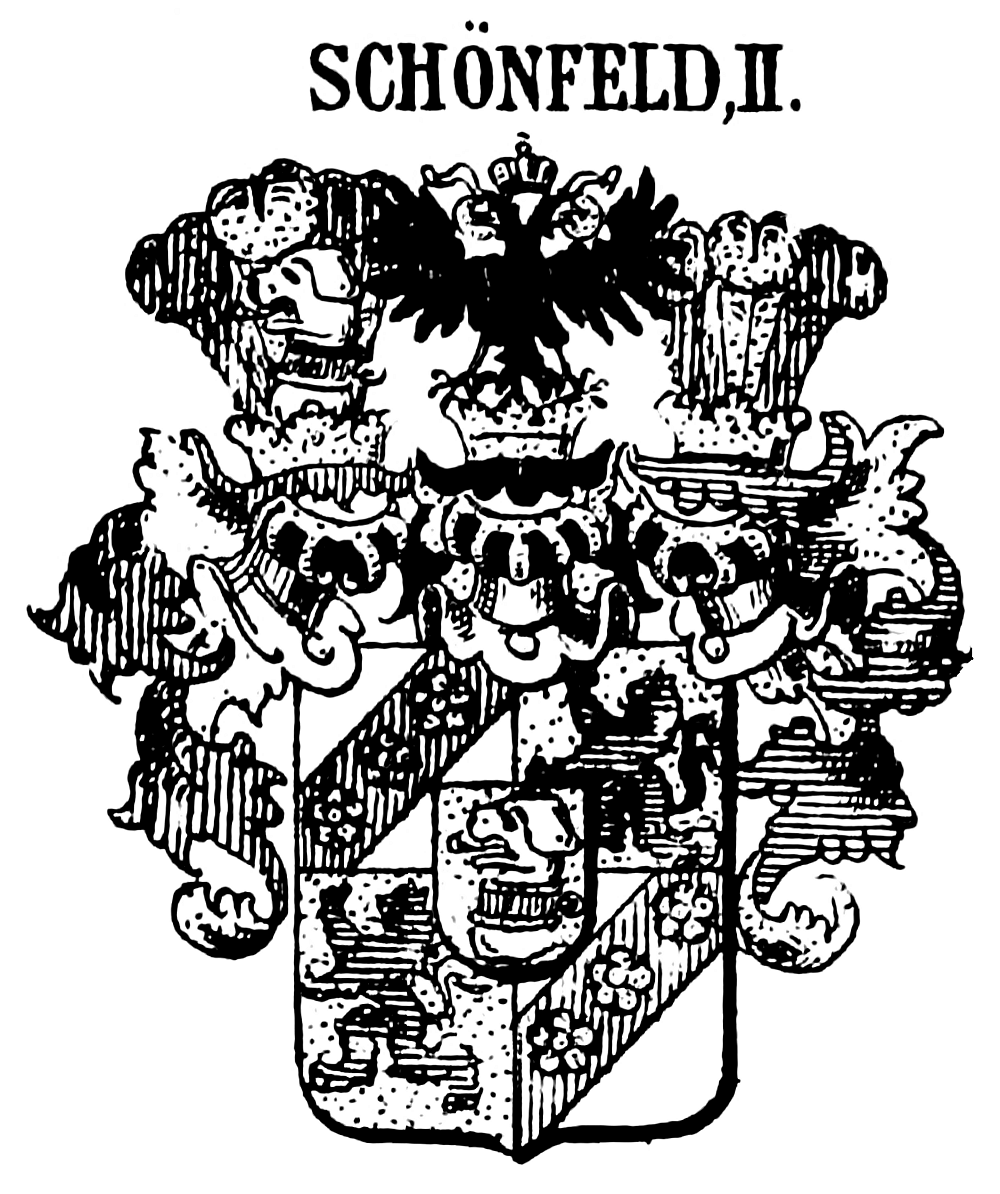
Wappen II derer von Schönfeld (böhmisch)

Die Freiherren, Grafen und Ritter von Schönfeld sind ein altes lothringen-böhmisches Adelsgeschlecht, das seinen Ursprung auf die aus den österreichischen Niederlanden stammende Familie der Nachkommen des Nicolaus de Serainchamp (auch de Serein Champ d. h. in der Übersetzung Schönfeld), verheiratet mit Barbara de Hault, zurückführt. 
Sie stehen in keinem genealogischen Zusammenhang mit dem sächsischen Adelsgeschlecht Schönfeld. und dem gleichnamigen böhmischen Geschlecht mit einem anderen Wappen (Pfahl und Balken mit drei Sternen), die 1594 geadelt wurde. Von ihr stammte Johann Ferdinand von Schönfeld (seit 1814 Ritter von Schönfeld).

## Wappen der Grafen von Schönfeld (de Serainchamp)
Blasonierung: 
- Wappen I: In Silber ein schrägrechter, mit drei goldenen Rosen belegter rother Balken. Kleinod: vor drei roth-golden-rothen  Straussenfedern ein silberner, golden behalsbandeter Brackenkopf; Decken: rot-silbern.
- Wappen II: Geviert mit goldenem Herzschild, in diesem ein silberner Brackenkopf mit rotem, goldgefassten und beringten Halsband. 1. und 4. in Silber ein linker, rother, mit drei goldenen Rosen belegter Balken; 2. und 3. in Gold ein doppelschwänziger, rechtsgekehrter rother Löwe. Drei gekrönte Helme: 1. drei (rot-gold-rot) Straussenfedern, belegt mit dem Brackenkopf; Decken: roth-golden. II. der römisch-deutsche Reichsadler ohne Schwert und Apfel; Decken: schwarz-golden. III. Drei rot-golden-rote-goldene Straussenfedern: Decken: roth

## Nachkommen
- Nikolaus de Serainchamp (* 6. April 1588 in Lothringen, † 12. Januar 1663 in Prag), Freiherr auf Lombringen und Saulney in den Niederlanden, kämpfte im Dreißigjährigen Krieg (1618–1648) als kaiserlicher Obrist. Für seine Verdienste bei der Schwedenbelagerung von Prag am Ende des Dreißigjährigen Krieges erhielt er im Jahr 1648 neben den Grundherrschaften Setsch (Seč), Prödlitz (Předlice), Netluk (Pnětluky), Petershayn (vermutlich Peterswald / Petrovice), Schönwald (Krásný Les) auch den Freiherrnstand im Königreich Böhmen. Sein Name wurde in von Schönfeld geändert und das Wappen gebessert. Er war verheiratet mit Josina (Jodoca) van der Heede († 1. Juni 1666), Tochter des Franz Graf van der Heede und starb als kaiserlicher Regierungsrat, Hof- und Lehen-Kammerrechts-Beisitzer, sowie Oberst-Münzmeister von Böhmen. Die Beisetzung erfolgte in der damaligen Pfarrei Maria Schnee in seiner Herrschaft Schönwald (Krásný Les). Das Ehepaar hinterließ drei Kinder, die am 16. Dezember 1678 in den Reichsgrafenstand erhoben wurden:[2][3]
  - Josef Rudolf Freiherr von Schönfeld (seit 1678 Reichsgraf und böhmischer Graf) († 1704) war kaiserlicher Kämmerer und Reichshofrat in Wien und verstarb ohne Nachkommen.
  - Marie Polyxena Anna von Schönfeld (seit 1678 Reichsgräfin und böhmische Gräfin) (* 1641; † 14. Dezember 1697 in Prag), verheiratet mit Albrecht Maximilian I., Graf von Desfours
  - Rudolf Wenzel Freiherr von Schönfeld (seit 1678 Reichsgraf und böhmischer Graf) (* um 1645, † 5. August 1684 auf Setsch (Seč)), Herr auf Salins, Lombringen in den Niederlanden und auf Prödlitz (Předlice), Netluk (Pnětluky), Petershayn, Schönwald (Krásný Les) und Setsch (Seč) in Böhmen, war Kreishauptmann des Chrudimer Kreises, Oberstjägermeister im Königreich Böhmen und kaiserlicher Kammerrat. Seit 1666 verheiratet mit Viktoria Magdalena Gräfin von Waldstein, Tochter des Johann Christoph Graf von Waldstein (Adelsgeschlecht) auf Arnau (Hostinné) und der Ludmilla Margarethe Kuness von Lukawecz.[4] Deren Kinder sind:
    - Maria Anna Viktoria Gräfin von Schönfeld (* 19. Juli 1667 in Prag; † 15. Februar 1727 in Prag), beigesetzt in der Kirche Maria Magdalena auf der Prager Kleinseite, verheiratet in Alt-Bunzlau am 30. Januar 1689 mit Franz Ignaz Graf Wratislaw von Mitrowitz (böhmische Bestätigung des Reichsgrafentitels in Wien am 7. Januar 1706), verstorben am 13. März 1715, beigesetzt bei St. Jakob in der Prager Altstadt. Jeder der zwei Söhne dieser Ehe: (1) Johann Josef (* 1688) und (2) Franz Karl (* 1696) erhielt in Wien 25. März 1741 die Namensbestätigung als Graf Wratislaw von Mitrowitz und Schönfeld.
    - Josef Franz Karl Graf von Schönfeld (* 4. September 1668 in Prag, † 18. Februar 1737 in Zageszicz/Zaječitz (Zaječice) als letzter Namensträger der Familie der Grafen von Schönfeld in Böhmen), Vizelandjägermeister im Königreich Böhmen, u. a. auf Schleb (Schloss Žleby), Setsch (Seč), Naboczan (Nabočany bei Chrudim), Tupadl (Tupadly bei Čáslav), Nassaberg (Nasavrky) und Zageszicz/Zaječitz (Zaječice); er ehelicht in Habry am 16. Juli 1725 Katharina Ludmilla Gräfin Michna von Waitzenau (Michna von Vacinov), Tochter des Wilhelm Wenzel Franz Freiherr Michna von Waitzenau (* 8. April 1637, † 5. Oktober 1684) königlich-böhmischer Kammergerichtsrat in Prag, verheiratet mit Elisabeth Polyxena Max-Enis von Aster und Iveagh und dessen Ehefrau Katharina Witanowsky von Wlczowicz. Deren Kinder waren: (1) Joseph (* 1726, † 1733); (2) Maria Katharina, (* 12. November 1728, † 4. Juni 1753), verheiratet mit Fürst Johann Adam von Auersperg (1721–1795) in Wien am 14. November 1746, Oberstkämmerer und Erblandmarschall von Tirol, als dessen erste Ehefrau; und (3) eine Tochter (* 1730, † 1735)
    - Ludmilla Freiin von Schönfeld, verstorben in Prag (Maria Schnee) 25. März 1676; verheiratet mit Johann Markus Georg Graf von Clary und Aldringen († 1700) in Mariaschein am 4. Mai 1667, königlich-böhmischer Kammergerichts- und Lehensrechtsbeisitzer, auch kaiserlicher Gesandter als dessen erste Ehegattin.
    - Anna Franziska Freiin von Schönfeld; verheiratet mit Wilhelm Adolf Freiherr Harant von Pollschitz und Weseritz (z Polzicz a z Bedruzicz), kaiserlicher Kürassier-Rittmeister, gefallen 1675 vor Straßburg, Enkel des Christoph Harant von Polschitz und Weseritz (1564–1621).

Die beiden letztgenannten Frauen Ludmilla und Anna müssen (auf Grund der Hochzeitstermine) um 1645–50 geboren sein und können daher nicht die Töchter von Rudolf Wenzel F.v.S. und der Viktoria Gräfin von Waldstein sein.
Mit dem Tod von Josef Franz Karl Graf von Schönfeld starben die Grafen von Schönfeld 1737 in der männlichen Linie aus.

## Anderes böhmisches und österreichisches Adelsgeschlecht von Schönfeld

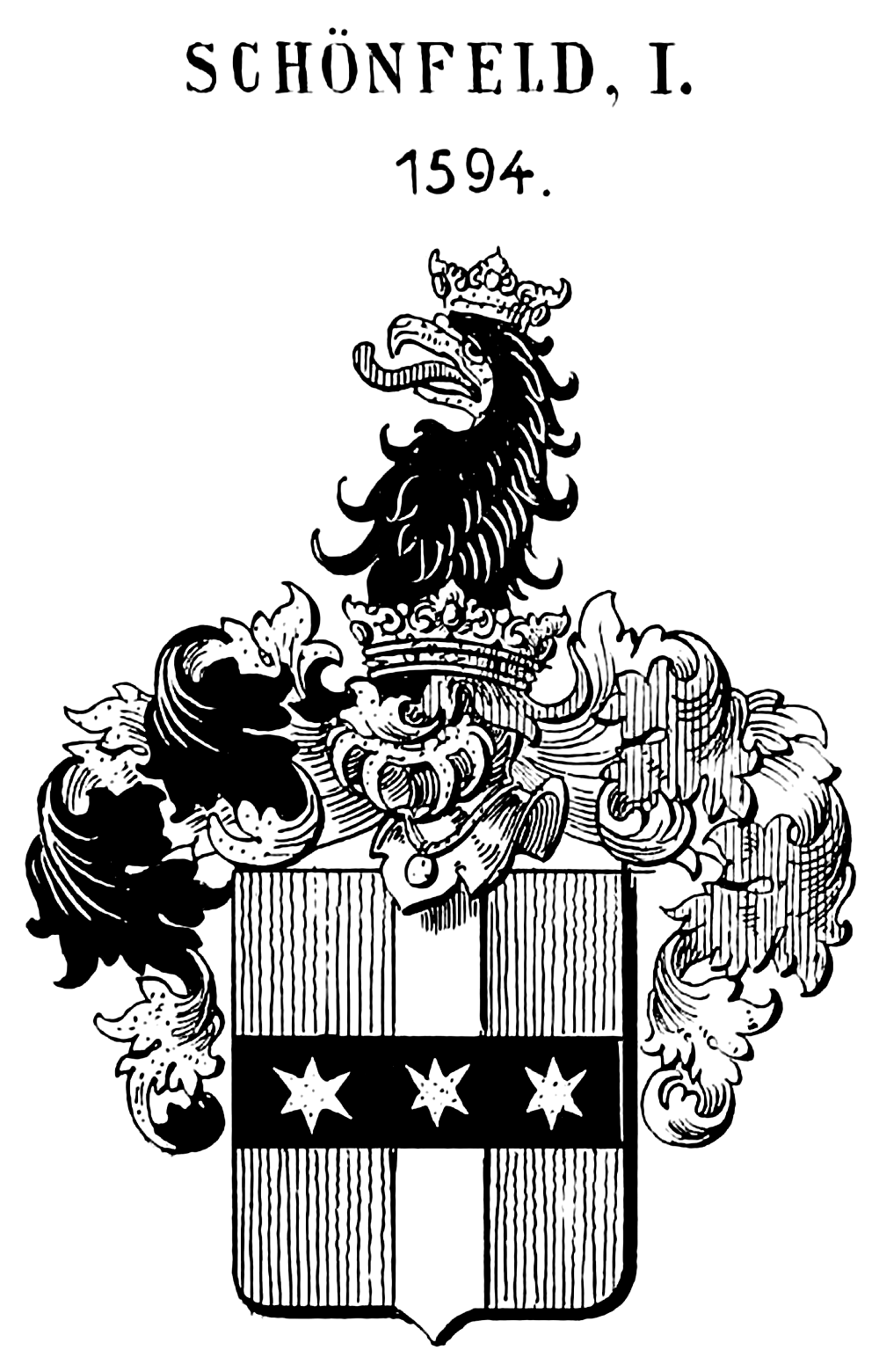
Wappen der böhmischen Familie von Schönfeld, verliehen 1594.

Die in Böhmen und in Österreich ansässigen Adelsfamilie von Schönfeld (1594 verliehen Wappen: Pfahl und Balken mit drei Sternen) wurden am 9. August 1814 in den österreichischen Ritterstand erhoben und erhielten am 14. Juli 1816 auch das böhmische Inkolat. Diese Ritter von Schönfeld waren im 17. und 18. Jahrhundert als Glockengießer-Familie in der Prager Altstadt tätig. Sie fertigten Glocken, Taufbecken, Kerzenständer und andere Zinnarbeiten in ihren Werkstätten, die in zahlreichen böhmischen Kirchen bis heute erhalten sind. Danach wirkten sie als Beamte, Buchdrucker und Verleger in Prag, Brüx und Saaz.

## Namensträger
- Anton Johann von Schönfeld (* 1695), k.k. Hof-Buchdrucker in Prag und Genealoge
- Franz Expedit Edler von Schönfeld (1745–1807), SJ, Gelehrter und Schriftsteller, 1760 Eintritt in den Orden der Jesuiten, Professor der Dichtkunst (Gymnasium Prager Neustadt und Universität Prag), Dechant in Reichstadt, wirklicher Hofrat des regierender Herzog Prinz Christian von Waldeck.[5]
- Johann Ferdinand Ritter von Schönfeld (1750–1821), k.k. Hof-Buchdrucker und Genealoge, erwirkte 1814 die Erhebung der Familie in den Ritterstand[6][7]
- Ignaz Ritter von Schönfeld (1778–1839), österreichischer Beamter, Unternehmer und Genealoge[8]
- Peter Ritter von Schönfeld (1784–1857), Verleger, Buchdrucker in Brüx und Saaz, errichtete die erste Buchdruckerei im Saazer Kreis.
- Theodor Ritter von Schönfeld (1816–1879), Jurist, Advokat, Buchhändler und Bürgermeister in Saaz
- Anton Freiherr von Schönfeld (1827–1898), österreichischer Generaltruppeninspektor und Feldzeugmeister[9]
- Constantin Ritter von Schönfeld (1844–1921), Bürgermeister in Saaz
- Rudolf Ritter von Schönfeld (1876–1940), Offizier, 1894 beim Ulanenregiment 2 in Tarnow, nach Kriegsgefangenschaft 1921 Major in Ruhe, 1924–1938 Bürgermeister der christlich-sozialen Partei in Saaz.[10]